# Khánh Vinh
Khánh Vinh (tên khai sinh Nguyễn Khánh Vinh) sinh năm 1954 tại Hà Nội, là nhạc sĩ Việt Nam, được tặng Giải thưởng Nhà nước về Văn học Nghệ thuật năm 2022.

## Tiểu sử
Nguyễn Khánh Vinh, sinh ngày 1 tháng 10 năm 1954 tại Hoài Đức, Hà Nội.
Học hết phổ thông, Khánh Vinh nhập ngũ, vào Trung đoàn 24, chiến đấu ở chiến trường miền Tây Nam Bộ từ năm 1973.
Sau 1975, xuất ngũ, ông học ngữ văn tại Đại học Cần Thơ và học sáng tác âm nhạc tại Nhạc viện Thành phố Hồ Chí Minh.
Sau đó, ông lần lượt giữ vị trí Trưởng ban Văn nghệ, Đài Truyền hình Việt Nam tại Cần Thơ, rồi Trưởng ban Văn nghệ, Đài Truyền hình Việt Nam tại Thành phố Hồ Chí Minh.
Năm 1989, ông gia nhập Hội Nhạc sĩ Việt Nam.
Hiện ông nghỉ hưu tại Thành phố Hồ Chí Minh.

## Sự nghiệp
Lúc còn nhỏ, Khánh Vinh rất yêu âm nhạc, chàng thiếu niên tự làm sáo trúc, làm đàn bầu để chơi nhạc. Lúc còn là chiến sĩ, Khánh Vinh đã sáng tác bài "Hành khúc đoàn Trung Dũng" tức Trung đoàn 24, đơn vị anh hùng mà Khánh Vinh là thành viên.
Khánh Vinh theo đuổi phong cách sáng tác đa dạng, phong phú về thể loại và đề tài. Nhưng thành công hơn cả, là các ca khúc viết cho thiếu nhi và lứa tuổi "ô mai". Điển hình như ca khúc ''Tia nắng hạt mưa'' (phổ thơ Lệ Bình) đã được đưa vào sách giáo khoa. Ca khúc này còn được khán thính giả cả nước, đưa vào danh sách 50 ca khúc thiếu nhi Việt Nam hay nhất thế kỷ 20 trong cuộc bình chọn do Hội Nhạc sĩ Việt Nam, Ban Khoa giáo của Đài Truyền hình Việt Nam, Ban Âm nhạc Đài Tiếng nói Việt Nam tổ chức.
Ông viết nhạc cho nhiều ca cảnh thiếu nhi phát trong chương trình "Bông hoa nhỏ". Nhiều ca cảnh trong số này được Huy chương Vàng, Huy chương Bạc tại các liên hoan truyền hình toàn quốc. Có thể kể ''Thương cây'', ''Lời trúc lời tre'', ''Vỗ cánh ghe ngo''... Riêng ''Cổ tích viết trên cát'' còn được giải Nhất, giải thường niên của Hội Nhạc sĩ Việt Nam năm 2008 và sau đó ca từ bài hát này được đưa vào sách giáo khoa "Bài tập Ngữ văn 7" tập 1 bộ sách "Chân trời sáng tạo" của NXB Giáo dục Việt Nam. Khánh Vinh còn đạt giải Nhất cuộc thi sáng tác ca khúc vì nạn nhân chất độc da cam, do Hội Nhạc sĩ Việt Nam tổ chức (2011) với bài ''Lời ru''; giải Nhất giải thường niên của Liên hiệp Các hội văn học nghệ thuật TP. Hồ Chí Minh (2017) với bài A cappella ''Ngợi ca TP. Hồ Chí Minh'' ... và một số ca khúc được giải khác như ''Tình yêu của em'' (1990), ''Hỡi Nurisa'' (1996), ''Huyền thoại Lang Bian'' (1998), ''Lời tỏ tình năm mới'' (2006)...
Khánh Vinh còn là người viết nhạc phim. Ông là tác giả âm nhạc các phim truyền hình như Nàng Hương (đạo diễn Lê Văn Duy), Ba lần và một lần (đạo diễn Trần Vịnh), Vòng hoa chăm-pây (đạo diễn Huy Thành), Hồn biển (đạo diễn Trần Vịnh)... Ca khúc viết cho phim Về đất Thăng Long (dài 80 tập, đạo diễn Trần Ngọc Phong) có tựa là Âm vang từ dòng sông, với hơi nhạc ả đào và lời ca đậm chất thơ.
Khánh Vinh tham gia tổ chức cuộc thi "Sao Mai điểm hẹn" ngay từ những kì thi đầu tiên. Ở kì thi năm 2022, ca khúc "Sao mai tỏa sáng" do chính ông sáng tác được biểu diễn mở màn  trong buổi thi cuối cùng của vòng tuyển chọn khu vực phía Nam
Ông đã xuất bản nhiều tập ca khúc, tiêu biểu có Bông hoa xanh (1995), tập ca khúc thiếu nhi Tia nắng hạt mưa (1995).
Ông đã được tặng thưởng Huân chương Kháng chiến chống Mỹ, Huy chương Vì sự nghiệp Truyền hình Việt Nam, Huy chương Vì sự nghiệp Văn học - nghệ thuật Việt Nam...
Năm 2022, ông được trao tặng Giải thưởng Nhà nước về Văn học Nghệ thuật với các ca khúc: ''Tia nắng hạt mưa'', ''Hỡi em Nu-Ri-Sa'' và Tổ khúc nhạc thiếu nhi: ''Cổ tích viết trên cát''.

## Tác phẩm chính

### Ca khúc, tổ khúc
- ''Tia nắng hạt mưa'',
- ''Hỡi em Nu-Ri-Sa''
- Tổ khúc nhạc thiếu nhi: ''Cổ tích viết trên cát''
- "Hành khúc đoàn Trung Dũng"
- ''Thương cây'',
- ''Lời trúc lời tre'',
- ''Vỗ cánh ghe ngo''
- ''Ngợi ca Thành phố Hồ Chí Minh''
- "Sao mai tỏa sáng"
- 'Tình yêu của em''
- ''Huyền thoại Lang Bian''
- ''Lời tỏ tình năm mới''...
- "Con cào cào"

### Tuyển tập
- Bông hoa xanh (1995)
- Tia nắng hạt mưa (1995)

## Giải thưởng
- 1992: Giải Nhất - Do Báo Tiền Phong và Hội Nhạc sĩ TP.HCM tổ chức (Ca khúc: Tia nắng, hạt mưa - đồng tác giả với nhà thơ Lệ Bình)
- 2011: Giải Nhất - Hội Nhạc sĩ Việt Nam (Ca khúc: Lời ru - đồng tác giả với Tuyết Mai)
- 2008: Giải Nhất - Hội Nhạc sĩ Việt Nam (Tổ khúc thiếu nhi: Cổ tích viết trên cát)
- 1995: Giải Ba - Hội Nhạc sĩ Việt Nam (Ca khúc: Hỡi Nu-Ri-Sa)
- 2017: Giải A  - Hội Liên hiệp Văn học Nghệ thuật TP. HCM (Acabella: Ngợi ca Thành phố Hồ Chí Minh).[2]

## Vinh danh
- Giải thưởng Nhà nước về Văn học Nghệ thuật (2022)